# Frontenex
Frontenex és un municipi francès situat al departament de la Savoia i a la regió d'Alvèrnia-Roine-Alps. L'any 2007 tenia 1.669 habitants.

## Demografia

### Població
El 2007 la població de fet de Frontenex era de 1.669 persones. Hi havia 685 famílies de les quals 234 eren unipersonals (107 homes vivint sols i 127 dones vivint soles), 154 parelles sense fills, 202 parelles amb fills i 95 famílies monoparentals amb fills.
La població ha evolucionat segons el següent gràfic:
Habitants censats

### Habitatges
El 2007 hi havia 750 habitatges, 705 eren l'habitatge principal de la família, 20 eren segones residències i 25 estaven desocupats. 402 eren cases i 295 eren apartaments. Dels 705 habitatges principals, 317 estaven ocupats pels seus propietaris, 371 estaven llogats i ocupats pels llogaters i 17 estaven cedits a títol gratuït; 63 tenien una cambra, 70 en tenien dues, 119 en tenien tres, 196 en tenien quatre i 257 en tenien cinc o més. 533 habitatges disposaven pel capbaix d'una plaça de pàrquing. A 319 habitatges hi havia un automòbil i a 253 n'hi havia dos o més.

### Piràmide de població
La piràmide de població per edats i sexe el 2009 era:
| Homes | Edats   | Dones |
| ----- | ------- | ----- |
| 4     | 95 o +  | 0     |
| 0     | 90 a 94 | 4     |
| 4     | 85 a 89 | 28    |
| 4     | 80 a 84 | 20    |
| 8     | 75 a 79 | 28    |
| 28    | 70 a 74 | 36    |
| 24    | 65 a 69 | 32    |
| 28    | 60 a 64 | 36    |
| 36    | 55 a 59 | 36    |
| 24    | 50 a 54 | 20    |
| 56    | 45 a 49 | 64    |
| 48    | 40 a 44 | 72    |
| 84    | 35 a 39 | 72    |
| 52    | 30 a 34 | 68    |
| 52    | 25 a 29 | 48    |
| 44    | 20 a 24 | 28    |
| 76    | 15 a 19 | 52    |
| 48    | 10 a 14 | 96    |
| 44    | 5 a 9   | 48    |
| 40    | 0 a 4   | 40    |

## Economia
El 2007 la població en edat de treballar era de 1.083 persones, 815 eren actives i 268 eren inactives. De les 815 persones actives 743 estaven ocupades (419 homes i 324 dones) i 72 estaven aturades (29 homes i 43 dones). De les 268 persones inactives 62 estaven jubilades, 97 estaven estudiant i 109 estaven classificades com a «altres inactius».

### Ingressos
El 2009 a Frontenex hi havia 698 unitats fiscals que integraven 1.696,5 persones, la mediana anual d'ingressos fiscals per persona era de 17.065 €.

### Activitats econòmiques
Dels 133 establiments que hi havia el 2007, 1 era d'una empresa extractiva, 1 d'una empresa alimentària, 1 d'una empresa de fabricació de material elèctric, 13 d'empreses de fabricació d'altres productes industrials, 24 d'empreses de construcció, 37 d'empreses de comerç i reparació d'automòbils, 7 d'empreses de transport, 6 d'empreses d'hostatgeria i restauració, 5 d'empreses financeres, 5 d'empreses immobiliàries, 10 d'empreses de serveis, 19 d'entitats de l'administració pública i 4 d'empreses classificades com a «altres activitats de serveis».
Dels 43 establiments de servei als particulars que hi havia el 2009, 1 era una oficina d'administració d'Hisenda pública, 1 oficina de correu, 2 oficines bancàries, 10 tallers de reparació d'automòbils i de material agrícola, 4 paletes, 4 guixaires pintors, 5 fusteries, 3 lampisteries, 3 electricistes, 3 perruqueries, 5 restaurants, 1 agència immobiliària i 1 saló de bellesa.
Dels 11 establiments comercials que hi havia el 2009, 1 era un supermercat, 1 una gran superfície de material de bricolatge, 1 una botiga de menys de 120 m², 1 una fleca, 1 una carnisseria, 5 botigues de roba i 1 una botiga de material esportiu.

## Equipaments sanitaris i escolars
L'únic equipament sanitari que hi havia el 2009 era una farmàcia.
El 2009 hi havia 1 escola maternal i 1 escola elemental. Frontenex disposava d'un col·legi d'educació secundària amb 532 alumnes.

## Poblacions més properes
El següent diagrama mostra les poblacions més properes.